# Doboji etnikai tisztogatás

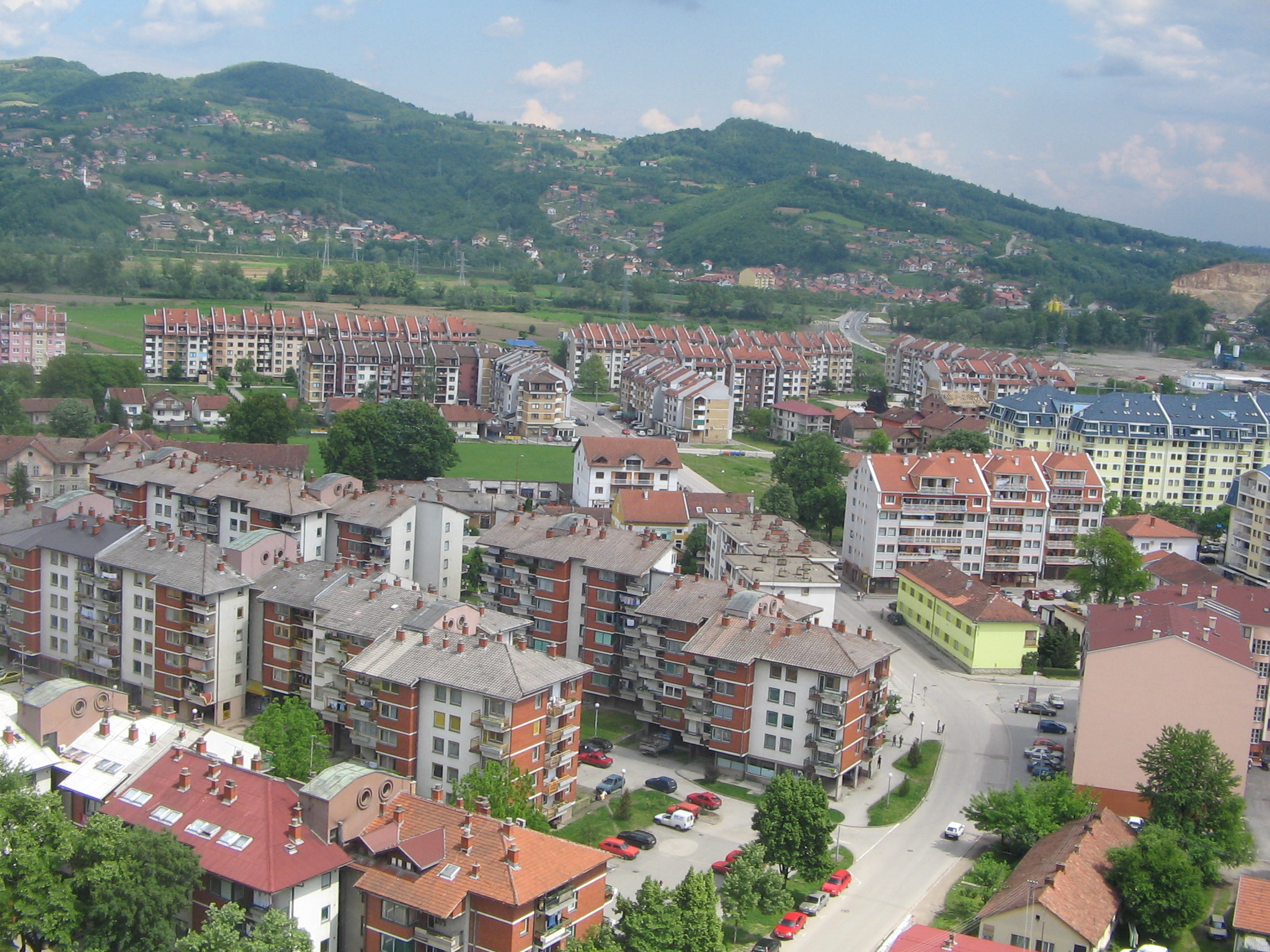
Doboj látképe

Doboji etnikai tisztogatás alatt a bosnyákok és horvátok ellen Doboj térségében a Jugoszláv Néphadsereg (JNA) és a szerb félkatonai egységek által 1992 májusától szeptemberig a boszniai háború alatt elkövetett üldözést és háborús bűnöket (beleértve a gyilkosságot, a szándékos pusztítást, és etnikai tisztogatást) értjük. A települést lakó több mint 40 000 bosnyák közül a háború után csak mintegy 1000 maradt. A Kutatási és Dokumentációs Központ (IDC) szerint Doboj községben a háború alatt 2323 ember halt meg vagy tűnt el. Köztük 322 bosnyák és 86 horvát civil volt.
1997. szeptember 26-án a Düsseldorfi Oberlandesgericht (Legfelsőbb Tartományi Bíróság) Nikola Jorgić szerb katonát a doboj régióban elkövetett 30 rendbeli gyilkossággal vádolta meg és 11 rendbeli népirtásban találta bűnösnek. Így ez volt az első boszniai népirtás vádjában hozott ítélet. A volt Jugoszláviával foglalkozó nemzetközi büntetőtörvényszék (ICTY) az itteni etnikai tisztogatást emberiesség elleni bűncselekménynek minősítette, amiért öt szerb tisztviselőt ítélt el.

## Doboj bevétele
Doboj stratégiai fontosságú volt a boszniai háború idején. A háború előtt, 1991-ben a település lakosságának 40,14%-a bosnyák (41 164), 38,83%-a szerb (39 820), 12,93%-a horvát (13 264), 5,62%-a jugoszláv (5765) és  2,46%-a egyéb volt. A várost és a környező falvakat 1992 májusában a szerb erők foglalták el, miközben a város irányítását a Szerb Demokrata Párt vette át. Ezt követte az összes nem szerb civil (nevezetesen a bosnyákok és horvátok) tömeges lefegyverzése és tömeges letartóztatása.

## A lakosság elleni erőszak
Megkezdődött a nem szerbek otthonainak és vagyonának széles körben elterjedt kifosztása és szisztematikus megsemmisítése, a város mecseteinek földdel egyenlővé tétele. A nem szerbek közül sokat, akiket nem öltek meg azonnal, a város különböző pontjain tartottak fogva, és embertelen körülményeknek voltak kitéve, beleértve a rendszeres verést, nemi erőszakot, kínzást és megerőltető kényszermunkát. A grapskai iskolát és a doboji lekvárokat és gyümölcsleveket gyártó Bosanka cég által használt gyárat nemi erőszaktáborként használták. Négy különböző egységhez tartozó katona volt jelen ezekben a nemi erőszaktáborokban, köztük a helyi szerb milícia, a Jugoszláv Hadsereg (JNA), a "Martićevci" (azaz a knini székhelyű Milan Martić vezette krajinai rendőrség erői) és a Fehér Sasok félkatonai csoport tagjai.
Az ENSZ doboji vizsgálata során dokumentálták azt is, hogy az egykori olimpiai falu házaiba bosnyák és horvát nőket zártak be, és az is a tömeges nemi erőszak helyszíne volt. Több ezer nem szerb származású nőt szisztematikusan erőszakoltak meg és bántalmaztak. Belgrádból és környékéről buszok vittek férfiakat a komplexumba, hogy szisztematikusan erőszakolják meg ezeket a nőket. A kegyetlen erőszakért fizetett pénz a térségben működő különböző szerb félkatonai csoportok finanszírozását szolgálta. Köztudott volt, hogy ezek a félkatonai csoportok a JNA alárendeltségében voltak. Sok nő halt meg a doboji táborban bántalmazás miatt.
Nem jártak jobban a környékbeli falvak sem. Mala Bukovica falut áprilisban vették körül. A bosnyák lakosságnak tilos volt elhagynia azt a helyet. Két hónappal később a bosnyák férfiakat megfosztották pénzüktől és minden értéküktől, és egy táborba deportálták őket. Május 4-én elfoglalták Bukovačke Čivčije falut, a férfiakat kikényszerítették házaikból, megverték és elhurcolták, míg a helyi mecsetet robbanóanyaggal lerombolták. Grapska falut a JNA és a félkatonai csapatok harckocsikkal, föld-levegő rakétákkal és aknavetőkkel támadták meg, mert a lakosság megtagadta az összes fegyver átadására vonatkozó parancsot. Sok ház tönkrement emiatt. A település elfoglalása után a lakókat oszlopban Kostajnicára hajtották, ahol a nőket, gyerekeket, időseket és fogyatékkal élőket szétválasztották, majd busszal elvitték, és messze otthonuktól szabadon engedték. A férfiakat a táborba vitték. Ševarlije falut nyárig megkímélte a háború, így a legtöbb bosnyák elmenekült. Június 17-én vagy 18-án a megmaradt férfiakat egy csoportba gyűjtötték, ahol megalázták és megverték őket. Doboj környékén legalább négy fogolytábor volt. A háború után Doboj a Boszniai Szerb Köztársaság része maradt.

## A népesség összetétele
|             | 2013.           | 1991.           | 1981.           | 1971.           |
| Összesen    | 26,987 (100,0%) | 27,498 (100,0%) | 23 558 (100,0%) | 18,264 (100,0%) |
| Bosnyákok   | 3,797 (15,1%)   | 11,154 (40,56%) | 8,822 (37,45%)  | 8,976 (49,15%)  |
| Szerbek     | 19,586 (77,9%)  | 8,011 (29,13%)  | 6,091 (25,86%)  | 5,044 (27,62%)  |
| Jugoszlávok |                 | 4,365 (15,87%)  | 5,211 (22,12%)  | 919 (5,032%)    |
| Horvátok    | 704 (2,8%)      | 2,714 (9,870%)  | 2,852 (12,11%)  | 2,889 (15,82%)  |
| Egyebek     | 1,045 (4,2%)    | 1 254 (4,560%)  | 234 (0,993%)    | 169 (0,925%)    |

Az etnikai tisztogatás következményei a népesség háború előtti és utáni összetételében mutatkoznak meg. Eszerint a szerbek aránya 23,13%-ról 77,9%-ra nőtt, a bosnyákok aránya 40,56%-ról 15,1%-ra, a horvátok aránya 9,87%-ról 2,8%-ra csökkent.

## A bűnösök felelősségre vonása

### Az ICTY ítéletei
Ítéletében a volt Jugoszláviával foglalkozó Nemzetközi Törvényszék (ICTY) megállapította, hogy a szerb erők bűnösek Doboj térségében a bosnyákok üldözésében (kínzás, kegyetlen bánásmód, embertelen cselekmények, törvénytelen fogva tartás, embertelen életvitel kialakítása és fenntartása miatt), vagyon eltulajdonításában, illetve kifosztásban, a nem szerb városrészek elleni támadások során és után korlátozó és diszkriminatív intézkedések bevezetésében és fenntartásában, gyilkosságban, kényszerdeportálásban és kínzásban, mint emberiesség elleni bűncselekmény elkövetésében.
Mindezekért Radovan Karadžić boszniai szerb vezetőt emberiesség elleni és háborús bűnökért (beleértve Dobojt is) életfogytiglani börtönbüntetésre ítélték.
Biljana Plavšić és Momčilo Krajišnik egyénileg vagy másokkal egyetértésben eljáró szerb vezetőket, a bosnyák és a boszniai horvát nemzetiség részben vagy egészben történő megsemmisítésének megtervezésében, előkészítésében, illetve végrehajtásában, arra való felbujtásban, elrendelésben, elkövetésben vagy más módon való segítésében, etnikai, faji vagy vallási csoportok több településen, köztük Dobojban való üldözésében találták bűnösnek. Ezért Plavšićot 11, Krajišnikot 20 év börtönre ítélték.
Stojan Župljanin, a fogolytáborokért felelős rendőri erők operatív irányítása alatt álló volt rendőrparancsnok és Mićo Stanišić, a Boszniai Szerb Köztársaság volt belügyminisztere egyaránt 22 év börtönt kapott. Az ítélet így szólt:
|  | „Az eljáró tanács minden kétséget kizáróan meggyőződött arról, hogy Stanišic és Zupljanin is részt vett egy bűnszervezetben, amelynek célja a nem szerbek végleges eltávolítása egy tervezett szerb állam területéről” |
|  | |

2011-ben Jovica Stanišić és Franko Simatović is bíróság elé állt, többek között Dobojban elkövetett háborús bűnök miatt.

### Más bíróságok ítéletei
1997. szeptember 26-án a düsseldorfi Oberlandesgericht (Legfelsőbb Tartományi Bíróság) Nikola Jorgićot 11 rendbeli népirtásban találta bűnösnek, amely Doboj régióban 30 személy meggyilkolását is magában foglalta, így ez volt az első eset, hogy a boszniai népirtás ügyében vádat emeltek. Az ICTY azonban kizárta, hogy népirtás nem történt. Jorgić fellebbezését a német Bundesgerichtshof (Szövetségi Legfelsőbb Bíróság) 1999. április 30-án elutasította. Az Oberlandesgericht megállapította, hogy Jorgić boszniai szerbként egy félkatonai csoport vezetője volt a doboji régióban, amely részt vett az ország lakossága elleni terrorcselekményekben. A helyi bosnyák lakosság üldözését a szerb vezetők támogatásával hajtották végre, és az volt a szándékuk, hogy ezzel is hozzájáruljanak az „etnikai tisztogatás” politikájához.

## Fordítás
- Ez a szócikk részben vagy egészben  a    Doboj ethnic cleansing (1992) című angol Wikipédia-szócikk ezen változatának fordításán alapul.  Az eredeti cikk szerkesztőit annak laptörténete sorolja fel. Ez a jelzés csupán a megfogalmazás eredetét és a szerzői jogokat jelzi, nem szolgál a cikkben szereplő információk forrásmegjelöléseként.
- Ez a szócikk részben vagy egészben  a   Pokolj u Doboju című horvát Wikipédia-szócikk ezen változatának fordításán alapul.  Az eredeti cikk szerkesztőit annak laptörténete sorolja fel. Ez a jelzés csupán a megfogalmazás eredetét és a szerzői jogokat jelzi, nem szolgál a cikkben szereplő információk forrásmegjelöléseként.